# Цепелюв (Мазовецьке воєводство)
Цепелюв (пол. Ciepielów) — місто в Польщі, у гміні Цепелюв Ліпського повіту Мазовецького воєводства.
Населення — 791 особа (2011).
У 1975-1998 роках село належало до Радомського воєводства.

## Демографія
Демографічна структура станом на 31 березня 2011 року:
|          | Загалом | Допрацездатний вік | Працездатний вік | Постпрацездатний вік |
| -------- | ------- | ------------------ | ---------------- | -------------------- |
| Чоловіки | 371     | 87                 | 249              | 35                   |
| Жінки    | 420     | 99                 | 239              | 82                   |
| Разом    | 791     | 186                | 488              | 117                  |